# Doug Zmolek
Douglas Allan „Doug“ Zmolek (* 3. November 1970 in Rochester, Minnesota) ist ein ehemaliger US-amerikanischer Eishockeyspieler, der im Verlauf seiner aktiven Karriere zwischen 1989 und 2001 unter anderem 481 Spiele für die San Jose Sharks, Dallas Stars, Los Angeles Kings und Chicago Blackhawks in der National Hockey League auf der Position des Verteidigers bestritten hat.

## Karriere
Zmolek spielte zunächst drei Jahre von 1989 bis 1992 an der University of Minnesota in der National Collegiate Athletic Association. Bereits zu Beginn seiner College-Karriere war der US-Amerikaner im NHL Entry Draft 1989 in der ersten Runde an der siebten Position von den Minnesota North Stars ausgewählt worden, wurde aber im Sommer 1991 von den neu gegründeten San Jose Sharks im NHL Dispersal Draft in Anspruch genommen.
Zu Beginn der Saison 1992/93 stand Zmolek erstmals im NHL-Kader der Sharks und blieb dort bis zum März 1994, ehe er gemeinsam mit Mike Lalor für Ulf Dahlén und ein Draftrecht zu den Dallas Stars abgegeben wurde. Dort spielte der Verteidiger ebenfalls zwei Spielzeiten, wurde im Februar 1996 aber wieder zurück an die US-amerikanische Westküste zu den Los Angeles Kings transferiert. Im Gegenzug wechselte Darryl Sydor nach Dallas. Auch in Los Angeles blieb Zmolek nicht lange heimisch, da er nach eineinhalb Jahren, im September 1998, wiederum den Klub wechseln musste. Diesmal wurde er für einen Draft-Pick zu den Chicago Blackhawks abgegeben. Nach zwei Spielzeiten mit den Blackhawks unterzeichnete er während der Saison 2000/01 einen Vertrag bei den Chicago Wolves in der International Hockey League, für die er aber lediglich zwei Spiele bestritt. Danach beendete er seine Karriere.

### International
Auf internationaler Ebene vertrat Zmolek sein Heimatland bei der Junioren-Weltmeisterschaft 1990 in Finnland. Dabei belegte er mit der U20-Nationalmannschaft der Vereinigten Staaten den siebten Rang und verhinderte damit knapp den Abstieg. In sieben Turniereinsätzen bereitete der Verteidiger ein Tor vor.

## Erfolge und Auszeichnungen
- 1992 WCHA Second All-Star Team
- 1992 WCHA All-Tournament Team
- 1992 NCAA West Second All-American Team

## Karrierestatistik

### International
Vertrat die USA bei:
- Junioren-Weltmeisterschaft 1990

(Legende zur Spielerstatistik: Sp oder GP = absolvierte Spiele; T oder G = erzielte Tore; V oder A = erzielte Assists; Pkt oder Pts = erzielte Scorerpunkte; SM oder PIM = erhaltene Strafminuten; +/− = Plus/Minus-Bilanz; PP = erzielte Überzahltore; SH = erzielte Unterzahltore; GW = erzielte Siegtore; 1 Play-downs/Relegation; Kursiv: Statistik nicht vollständig)